# Tinhosa Pequena
A Tinhosa Pequena é uma das duas ilhas do arquipélago das Pedras Tinhosas, em São Tomé e Príncipe, no Golfo da Guiné, em África. A ilha não é habitada e situa-se a cerca de 20 km a sudoeste da Ilha do Príncipe e a norte da Tinhosa Grande. É um sítio Ramsar
Desde 2012 integra a Reserva da Biosfera da Ilha do Príncipe.